# 548
548 је била преступна година.

## Догађаји
- 28. јун – Царица Теодора умире у 48. години, вероватно од рака дојке (према епископу Виктору тунунском). Њено тело је сахрањено у цркви Светих Апостола (Цариград).
- Цар Јустинијан I разрешава Велизара војне службе, у корист 70-годишњег византијског генерала Нарсеса.
- Теудигисел, визиготски генерал, проглашава се за владара Визиготског краљевства, након што је краљ Теудис убијен.
- Лазички рат: Краљ Губазес II устаје против Персијанаца и тражи помоћ од Јустинијана I. Он шаље византијске експедиционе снаге (8.000 људи) у Лазицу (савремена Грузија).
- Губазес II опседа тврђаву Петра, која се налази на Црном мору. Персијска војска под Мермером побеђује малу византијску силу која је чувала планинске превоје и ослобађа Петру.
- Мермероес поставља гарнизон од 3.000 људи у упоришту Петра и креће у Јерменију. Персијанци, у недостатку залиха, обезбеђују путеве снабдевања и пљачкају Лазицу.
- Пролеће – Битка на Катоновим пољима: Византијска војска, под вођством Јована Троглите, сломила је маварску побуну у Визацени (Тунис).
- 13. април – Вијетнамског цара Ли Нам Ђе убили су припадници лаоских племена, док се повлачио из равнице реке Хонг. Наследио га је његов старији брат Ли Тиен Бао.
- Козма Индикоплевст, александријски трговац, пише своје дело Хришћанска топографија. Он описује важност трговине зачинима (посебно каранфилићима и слатким алоама) на Цејлону и бербе бибера у Индији.
- Манастир Свете Катарине основан је на Синајском полуострву.

## Смрти
- 28. јун — Теодора, супруга Јустинијана I, византијска царица.